# Dépôt chimique de Pueblo

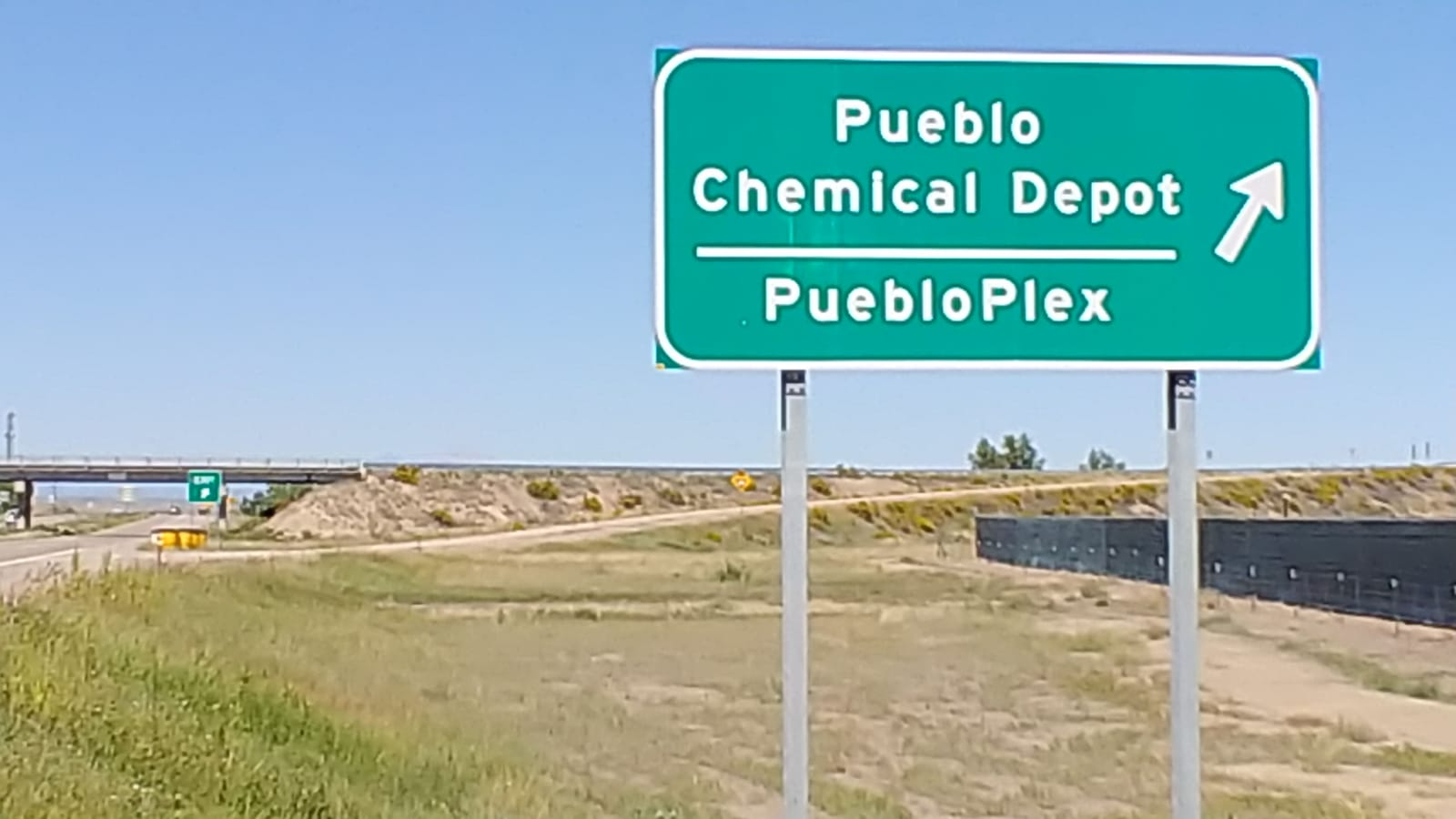
Panneau indiquant la sortie du Dépôt chimique de Pueblo

Le Dépôt chimique de Pueblo est un site de stockage d’armes chimiques situé dans le comté de Pueblo, dans le Colorado, aux États-Unis. Le dépôt est l’un des deux derniers sites aux États-Unis d’armes et de produits chimiques. L'usine pilote de destruction des agents chimiques de Pueblo (PCAPP), qui fait partie du programme de substitution des armes chimiques assemblées (ACWA), détruit ses stocks d'obus d'artillerie de 155 et 105 mm et de mortiers de 4,2 pouces, qui contiennent tous une forme d'agent chimique moutarde.
Le dépôt contient, en 2006,  2 369 tonnes d'agent moutarde dans environ 780 000 munitions, soit environ 7 % du stock de produits chimiques d'origine des États-Unis,. Le plan d'action actuel pour l'usine pilote de destruction des agents chimiques de Pueblo, inclus dans la demande de budget du Président pour l'exercice 2010, permettra d'accélérer le calendrier du projet. Après la systématisation et les tests pilotes de l'installation, les opérations de destruction ont commencé au printemps 2015 avec des opérations à grande échelle commençant plus tard en 2016. La destruction de toutes les munitions devait être terminée en 2019 mais c'est terminé en juillet 2023.

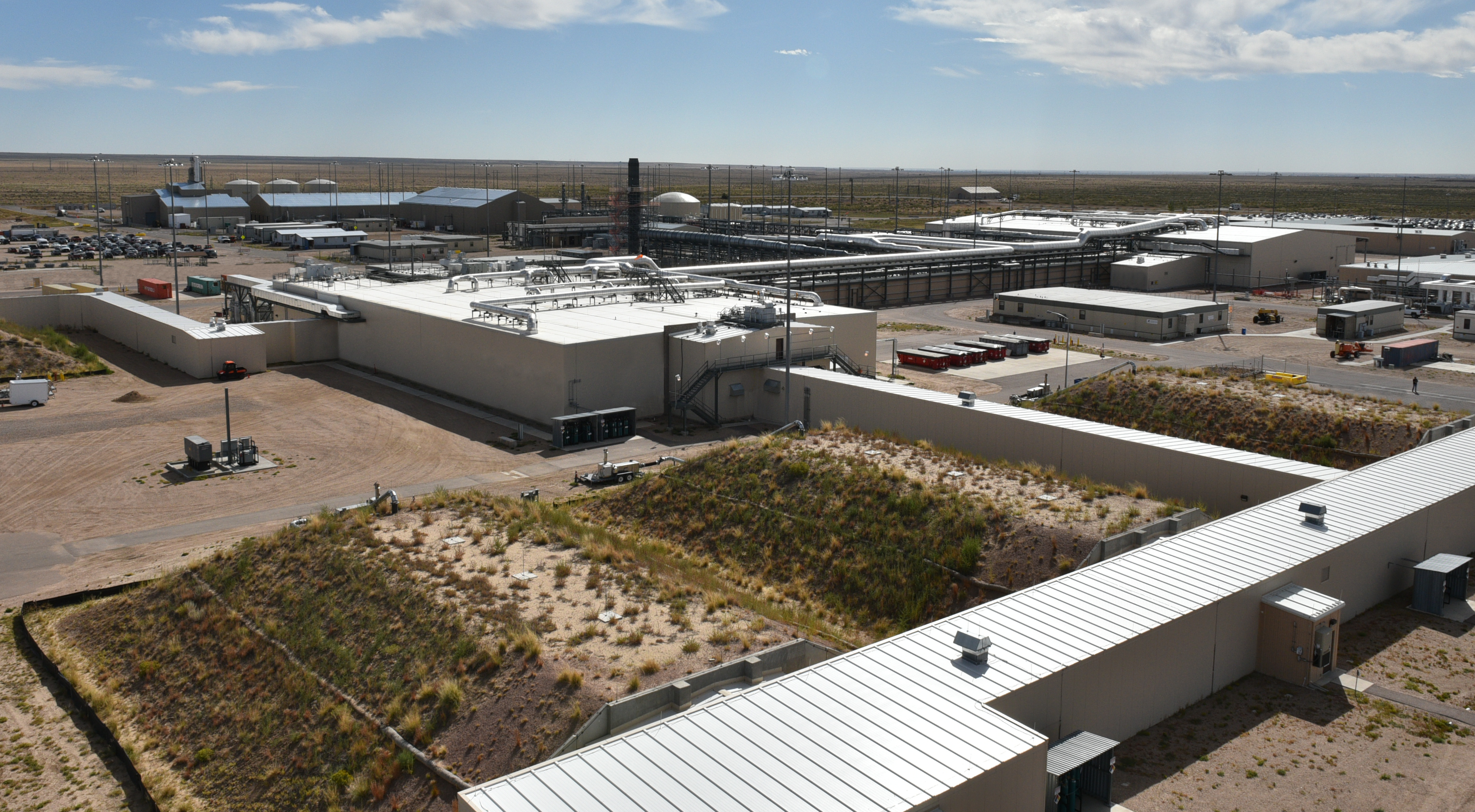
Le dépôt d'armes chimiques de
Pueblo en 2019.

L'agent soufré est détruit par neutralisation et traitement biologique. Les composants énergétiques sont d'abord retirés par la robotique et éliminés. Un accès robotique au corps de l’arme est ensuite effectué pour laver l’agent du soufre en utilisant de l’eau à haute pression. L'agent soufré est neutralisé avec une solution caustique et de l'eau chaude, produisant un sous-produit d'hydrolysat. Le biotraitement se produit lorsque l'hydrolysat est encore dégradé par des microbes, produisant ainsi une boue liquide et de l'eau. Le biosludge est filtré et envoyé à une installation d'élimination. Les pièces d’armes métalliques sont ensuite décontaminées à haute température, puis recyclées Le système de destruction des explosifs (EDS) de l'armée est utilisé pour les munitions problématiques qui ne peuvent pas être détruites par la neutralisation et le traitement biologique. Les munitions problématiques sont celles qui ont fui ou sont en mauvais état physique, ce qui rend difficile le traitement automatisé des équipements.
Une installation spécialisée appelée installation de formation PCAPP est située dans le parc industriel de l'aéroport de Pueblo Memorial et offre des cours de formation et des simulations aux employés. Les formations sont conçues pour assurer la sécurité des employés et de l'environnement. Les employés sont formés pour utiliser l'équipement et utiliser un ensemble de protection ou DPE. Le DPE est une combinaison de protection chimique à adduction d’air. Les échantillons sont prélevés à plusieurs étapes et analysés pour rechercher toute fuite de l'agent chimique.

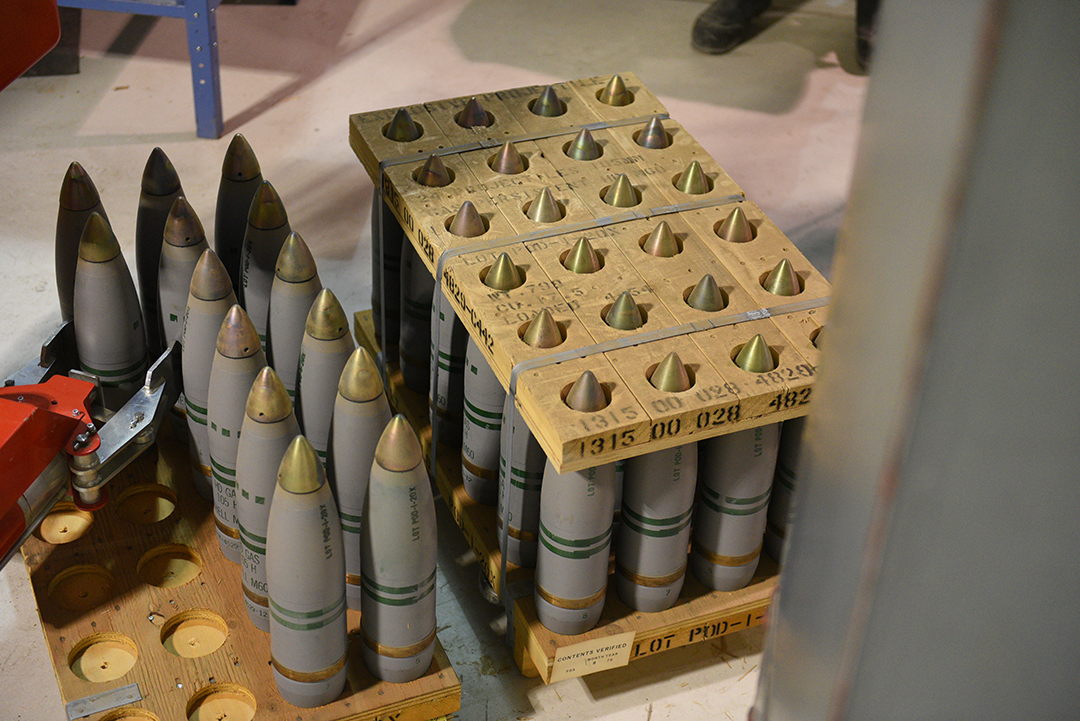
Obus de 105 mm destinés à la destruction au dépôt chimique de Pueblo en 2021.

L'usine fonctionnera jusqu'à ce que toutes les armes chimiques aient été détruites. Les activités de fermeture (fermeture, démantèlement et restauration du site) devaient s'achever d'ici 2022. Ce délai est de beaucoup supérieur à l'échéance d'avril 2012 fixée par la Convention sur les armes chimiques. PuebloPlex dirigera le réaménagement du dépôt chimique de Pueblo.Une fois que l'agent de moutarde aura été traité et que la restauration de l'environnement sera terminée, le dépôt sera transféré à la communauté avec la possibilité d'utiliser l'agriculture solaire pour apporter de l'énergie au complexe militaire des bases de Colorado Springs, Fort Carson, Peterson et Schriever.
Finalement, la dernière munition, une roquette M55 dotée de sarin, est détruite le vendredi 7 juillet 2023. Leur démantèlement à coûté 42 milliards de dollars (38 milliards d’euros), soit vingt-neuf fois plus que ce qu’avait prévu le département de la Défense américaine.